# 轉會窗
轉會窗（英語：Transfer window）在足球運動內是代表一年中的特定時期讓足球俱乐部可以收購或出售旗下足球員到其他足球會，轉會程序經國際足協為新球員確認註冊才正式成立。“轉會窗”是國際足協規例中有關球員轉會的“註冊期限”（Registration period）的常用字眼。根據規例每個國家的足球協會可以自行決定註冊期限的實行時間，國際足協指定每年有兩個註冊期限，首個註冊期限由球季結束後展開及不可超越12個星期；第二個註冊期限在季中展開及不可超越4個星期。在國際間的轉會案例只需依據加盟球會地區的註冊期限。

## 歷史
轉會窗最初由歐盟為球員買賣而首先建立，在歐洲足球聯賽中普遍採用後，才於2002/03年球季由國際足協引進成為強制規例，但詳細條文及例外情況由各地足球協會自行訂定。

## 現時程序及例外情況
國際足協規例指示每季有兩個轉會窗，較長一個（最長12個星期）在兩個球季之間的休戰期，而較短一個（最長1個月）則在季中展開。指定的期限因應球季的周期由各地的足球協會自行決定。當一個聯賽在每年的下半年展開（例如8月或9月），而跨越兩個年度進行（北半球的秋-春季），首個轉會窗通常在7月1日展開直到8月31日午夜才關閉；而第二個轉會窗在同一季度的1月1日展開直到1月31日午夜結束，大部分歐洲的主要聯賽掙用這個制度。
由於天氣限制，大部分北歐聯賽在單一年度內進行，而南半球的傳統球季亦一樣，首個轉會窗在3月1日展開直到4月30日午夜關閉，而季中轉會窗在8月11日至8月31日結束。
| 季初轉會窗       | 季中轉會窗       | 足球協會                   |
| ---------------- | ---------------- | -------------------------- |
| 1月1日至3月31日  | 6月20日至7月20日 | 巴西                       |
| 1月1日至3月31日  | 7月1日至7月31日  | 瑞典                       |
| 1月8日至4月2日   | 7月16日至8月13日 | 日本                       |
| 6月11日至9月1日  | 1月5日至1月31日  | 土耳其、丹麦               |
| 6月16日至9月8日  | 1月25日至2月22日 | 罗马尼亚                   |
| 1月1日至3月31日  | 8月1日至8月31日  | 挪威                       |
| 6月1日至7月31日  | 1月14日至2月14日 | 澳大利亚                   |
| 12月1日至1月31日 | 6月1日至6月30日  | 肯尼亚                     |
| 2月12日至5月6日  | 7月9日至8月8日   | 美國/加拿大                |
| 6月11日至9月2日  | 1月3日至1月31日  | 荷兰                       |
| 3月1日至4月30日  | 8月1日至8月31日  | 芬蘭                       |
| 7月1日至8月31日  | 1月1日至2月2日   | 法國、德國、義大利、西班牙 |
| 6月9日至8月31日  | 1月1日至2月1日   | 蘇格蘭                     |
| 6月10日至8月31日 | 1月1日至1月31日  | 英格蘭                     |

如果轉會窗關閉日剛巧為週末，死線限期會延期到下一個星期一，首次更改死線在2008年夏季出現，死線延長24小時至9月1日星期一午夜；而英格蘭的轉會死線更曾因8月銀行公眾假期而延遲到2009年9月1日下午5時；德國聯賽亦宣佈延長2009年1月轉會窗至2月2日才結束。
自由身球員被前屬球會放棄後可不受轉會窗限制，在球季內任何時間轉會。而球會亦可申請以緊急為由簽署新球員，例如隊中多名守門員同時受傷。在英格蘭，由英冠至議會聯賽之間各級聯賽可於9月8日至11月23日及2月8日至3月23日這兩段期間借用球員。
轉會窗關閉日稱為「轉會死線日」（transfer deadline day），是轉會窗中最繁忙的一天，產生多量的轉會交易，部分更為關連多角交易，引起傳媒更大的興趣。

## 呼籲停用轉會窗
前英冠球會雷丁領隊及其他人士曾公開呼籲取消轉會窗制度及恢復舊制，即直至球季結束前的數星期外，全季內均可進行球員交易，郭甫稱轉會窗製造恐慌及鼓勵「惡語毀謗」的交易活動，他補充：『我不明白轉會窗的邏輯。它帶來如同火災大拍賣（fire-sale）的心性，經由傳媒引起不安及使到球隊購入太多球員。』，並謂：『在舊制時期，當球隊有問題可透過借用或短期收購解決，遠比現時的制度為佳。』。
2008年1月轉會死線日，前領隊稱他在深夜11時55分（轉會窗關閉前5分鐘）才接到曼城來電說已交齊所需文件收購本賈尼·姆瓦魯瓦里，哈利·列納說：『這時彼得·史杜利（Peter Storrie）才准許我們（為杰梅恩·迪福註冊）的文件發放，當曼城發出文件，我們的要迅速跟進。』英超當局職員在午夜12時15分接觸樸茨茅夫稱他們尚未取齊姆瓦魯瓦里的交易文件，但最終轉會在數天才獲得確認。巧合地姆瓦魯瓦里在2010年1月轉會窗再次捲入關閉才完成的交易，他被借用到，但卻未能在限期前交齊文件，在轉會窗關閉後一天的2月2日才獲批准完成借用交易。